# 1. Brigade
1. Brigade - Hærens stående reaktionsstyrke, undertiden også omtalt som Hærens knytnæve, er den danske hærs primære stående reaktionsstyrke. 
Brigaden skal med kort varsel være i stand til at indgå i internationale operationer, både fredsskabende, fredsbevarende, stabiliserende og i støttende roller og er en del af NATO Response Force. Brigaden i sin nuværende form blev oprettet ved en sammenlægning af 1. Jyske og 3. Jyske Brigade i forbindelse med forsvarsforliget i 2005. Den har siden været indsat i Kosovo, Irak og i Afghanistan samt i flere mindre FN-operationer.
I 2023 bestod brigaden af omkring 3.000 soldater.
Det blev politisk besluttet i 2024, at brigaden frem mod 2028 skal opbygges til en tung brigade på op til 6.000 soldater, der i tråd med NATO’s ambitioner kan indgå i NATO’s beredskabsstyrker på forhøjet beredskab.

## Underlagte enheder
- 1. Brigades stab
- I Panserinfanteribataljon / Den Kongelige Livgarde (I/LG)
- I Panserinfanteribataljon / Gardehusarregimentet (I/GHR)
- II Panserinfanteribataljon/ Jydske Dragonregiment (II/JDR)
- 1.Artilleriafdeling/ Danske Artilleriregiment (1 AA)
- 1. Panseringeniørbataljon/ Ingeniørregimentet (1 PNIGBTN)
- 1. Føringsstøttebataljon / Føringsstøtteregimentet (1 FØSTBTN)
- 1. Logistikbataljon + 1.Militærpolitikompagni / Trænregimentet (1 LOGBTN + 1MPKMP)
- 1. Intelligence, Surveillance and Reconnaissance Bataljon / Efterretningsregimentet (1 ISRBTN)